# Robustagramma biangulatum
Robustagramma biangulatum är en tvåvingeart som beskrevs av Marshall och Xiaolong Cui 2005. Robustagramma biangulatum ingår i släktet Robustagramma och familjen hoppflugor. Inga underarter finns listade i Catalogue of Life.